# Schriftenhersteller
|  | Dieser Artikel wurde aufgrund von inhaltlichen Mängeln auf der Qualitätssicherungsseite des Portals Medienwissenschaft eingetragen. Dies geschieht, um die Qualität der Artikel aus den Themengebieten Journalismus, Medien- und Kommunikationswissenschaften auf ein akzeptables Niveau zu bringen. Hilf mit, den Artikel zu verbessern, und beteilige dich an der Diskussion! |

Als Schriftenhersteller, auch Font Foundry oder kurz Foundry, werden die modernen Nachfolger traditioneller Schriftgießereien bezeichnet. Ihre Schriftgestalter entwerfen Schriftarten, die digitalen Zeichensätzen ihre grafische Gestalt geben. Die Produkte werden als sogenannte Fonts angeboten.
Bekanntere Schriftenhersteller sind etwa Adobe, Emigre, Font Bureau, FSI FontShop International, ITC, Linotype, Monotype oder URW Type Foundry.